# Station Bratislava-Rača
Station Bratislava-Rača (Slowaaks: Železničná stanica Bratislava-Rača) is een reizigersstation in de Slowaakse hoofdstad Bratislava.

## Geschiedenis
Het station werd op 27 september 1840 geopend en kreeg de naam: Račištorf. Het maakte deel uit van de spoorlijn die Bratislava met Leopoldov verbond. Aanvankelijk was deze lijn enkelsporig. Pas in 1894 werd het traject naar het centraal station "Bratislava hlavná stanica" op dubbelspoor gebracht terwijl het lijngedeelte naar Leopoldov op enkelspoor bleef. Tijdens de Tweede Wereldoorlog, in 1947, veranderde men de stationsnaam. Vanaf toen werd de verwijzing naar de hoofdstad in de stationsnaam opgenomen: "Bratislava-Račištorf". In datzelfde jaar begon men met de aanleg van een tweede spoor in de richting Leopoldov.
Kort nadien, in 1948, veranderde men de naam nogmaals: "Bratislava-Račištorf" werd: "Bratislava-Rača".
Vanuit dit station is er een vertakking naar het nabijgelegen rangeerstation Bratislava-Východ. Tot 1973 hadden reizigerstreinen daar eveneens een stilstand. Thans is het reizigersverkeer naar die halte beperkt tot diensttreinen die de spoorwegarbeiders bij de aanvang en het einde van hun dagtaak, heen en weer vervoeren naar de plaats van het werk.
In de periode 2006-2007 werd het stationsgebouw vernieuwd.

## Ligging
Station Bratislava-Rača is gelegen in het noorden van Bratislava, aan de Kol'ajná-straat. Dit is in het stadsdeel Rača (IIIe district).
Het bevindt zich op een afstand van ongeveer 9 kilometer van het oude stadscentrum Staré Mesto en maakt deel uit van spoorlijn 120 (Bratislava – Žilina).

## Verkeer
Overwegend regionale treinen (OS) naar Leopoldov en Galanta stoppen in dit station:
- S50,
- S55.

## Openbaar vervoer
Nabij het station zijn bushalten:
- halte Ihrisková: stedelijke autobussen,
- halte Trávna: stedelijke en regionale autobussen.

## Illustraties

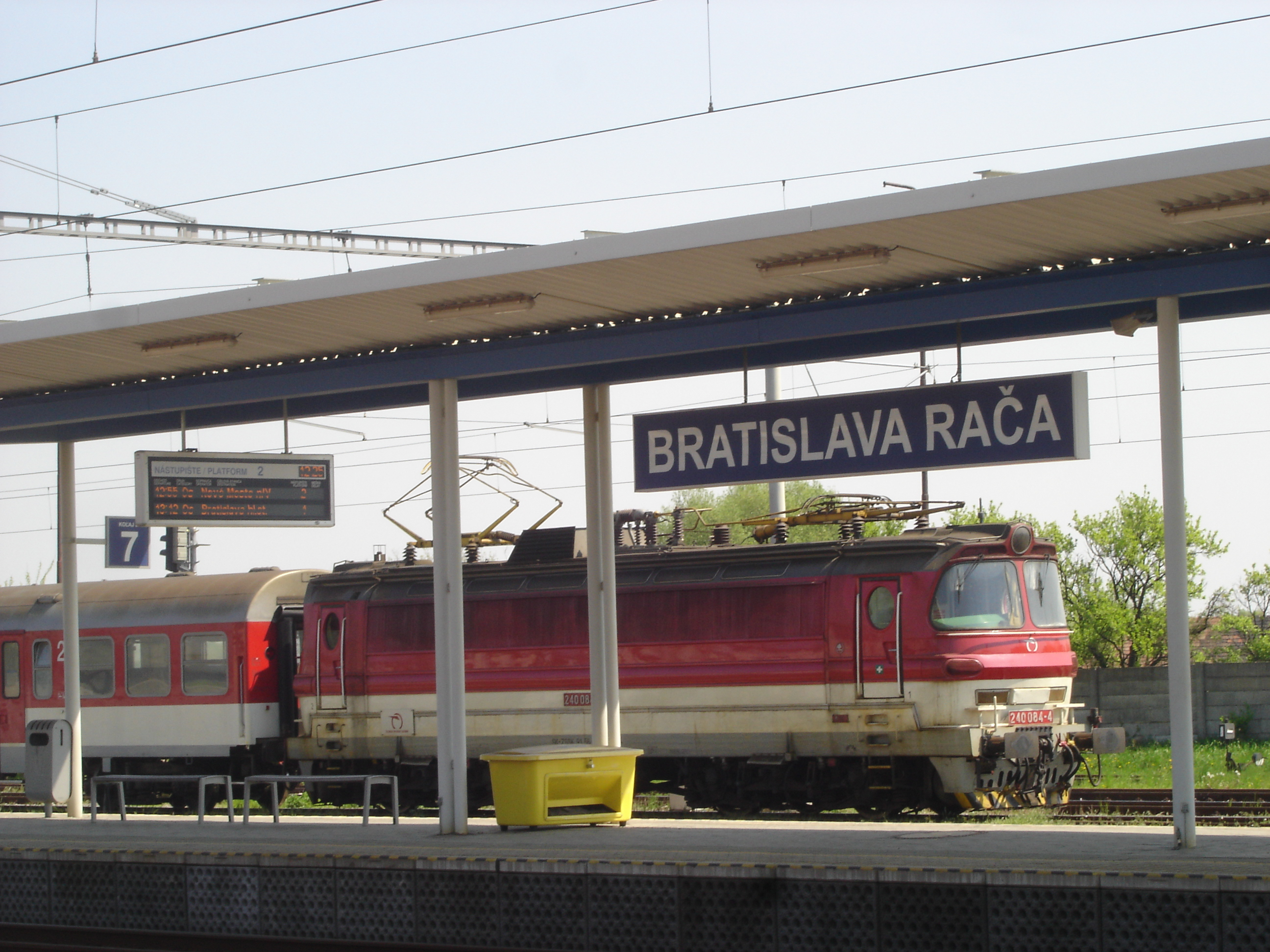
Reizigerstrein aan het perron.
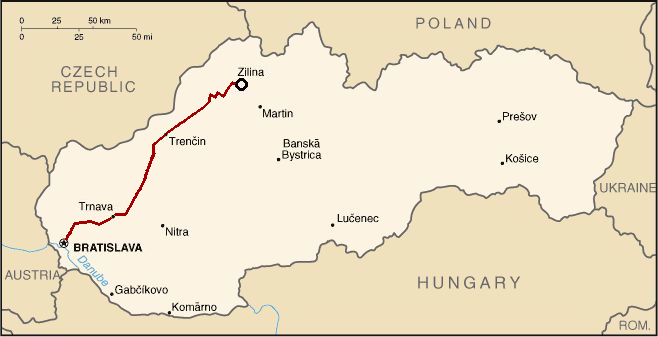
Spoorlijn 120 op de landkaart.
Situering in het noorden van de stad.
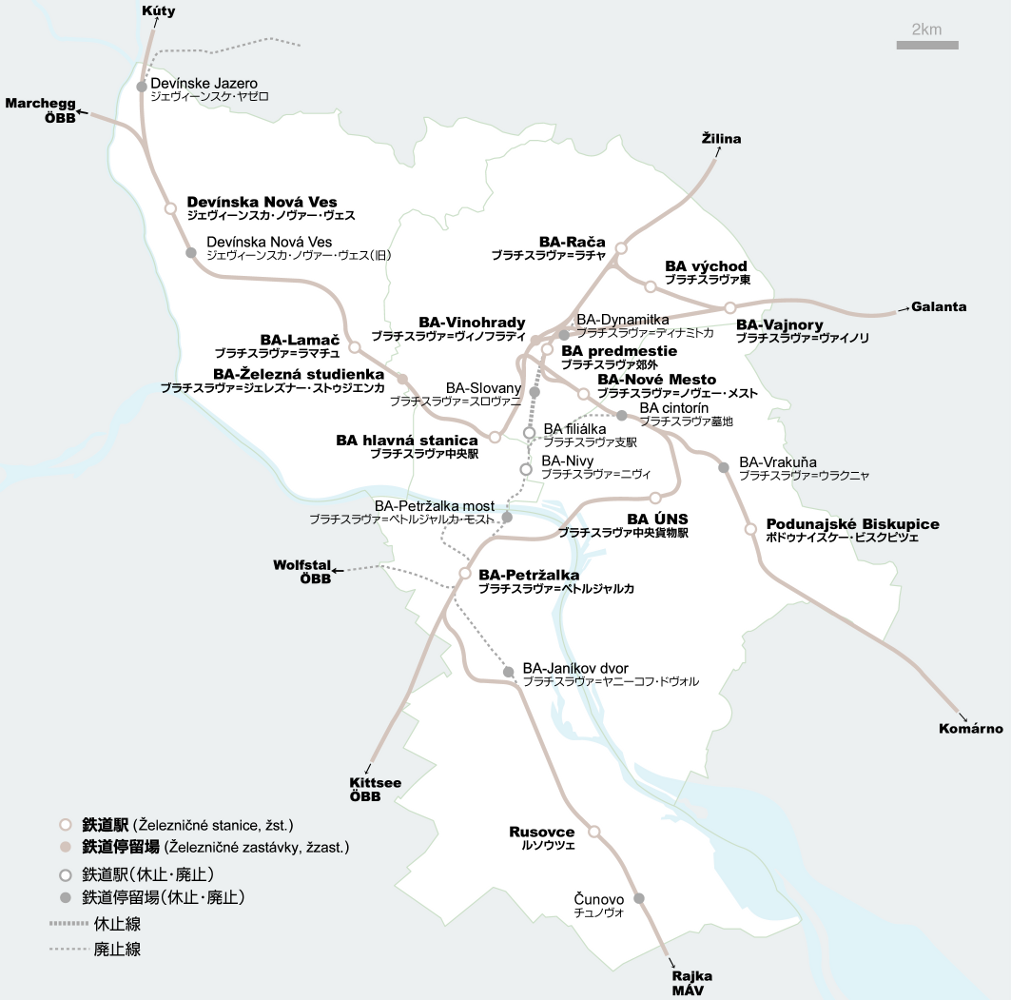
Situering ten overstaan van de andere stations in Bratislava.